# デイヴィッド・コンウェイ
デイヴィッド・コンウェイ（David Conway、1939年1月29日 - ?）は、オカルティスト、作家。イギリス・アベリストウィス出身。1961年、ロンドン大学キングズカレッジ首席。国家公務員経験がある。

## 著書
- デイヴィッド・コンウェイ 『魔術　理論篇』 阿部秀典訳、中央アート出版社、1998年、ISBN 9784886397706
- デイヴィッド・コンウェイ 『魔術　実践篇』 阿部秀典訳、中央アート出版社、1998年、ISBN 4886398375